# Robbie Russell
Robert Isaac Oleen Russell (ur. 16 lipca 1979 w Akrze) – amerykański piłkarz pochodzenia ghańskiego występujący na pozycji obrońcy.

## Kariera
Russell karierę rozpoczynał w 1997 roku w zespole Duke Blue Devils z uczelni Duke University. W 2001 roku trafił do islandzkiego Breiðabliku. W tym samym roku odszedł do norweskiego Sogndal Fotball. W Tippeligaen zadebiutował 12 sierpnia 2001 roku w wygranym 4:3 pojedynku z SK Brann. 16 maja 2002 roku w przegranym 2:4 spotkaniu z Odds BK strzelił pierwszego gola w Tippeligaen.
Latem 2004 roku Russell podpisał kontrakt z Rosenborgiem Trondheim, również z Tippeligaen. Pierwszy ligowy mecz zaliczył tam 1 sierpnia 2004 roku przeciwko Vikingowi (1:1). W tym samym roku zdobył z zespołem mistrzostwo Norwegii. W Rosenborgu spędził 2 lata.
W 2006 roku odszedł do duńskiego Viborga. W Superligaen zadebiutował 19 lipca 2006 roku w przegranym 1:3 pojedynku z Aalborgiem. W ciągu 2 lat w barwach Viborga rozegrał 30 ligowych spotkań.
W 2008 roku Russell wrócił do Stanów Zjednoczonych, gdzie podpisał kontrakt z zespołem Real Salt Lake. W MLS pierwszy mecz zaliczył 29 lipca 2008 roku przeciwko Toronto (2:1). W 2009 roku zdobył z klubem MLS Cup. 30 maja 2010 roku w wygranym 4:1 spotkaniu z Kansas City Wizards zdobył pierwszą bramkę w MLS.